# 福井鉄道F2000形電車
福井鉄道F2000形電車（ふくいてつどうF2000がたでんしゃ）は、福井鉄道が2023年3月に導入した路面電車車両。2023年3月27日に営業運転開始した。

## 概要
福井鉄道で運用されている880形を置き換えるために導入された。
リトルダンサー タイプLがペース車両である。
880形などにあった出入口ステップをなくす等のバリアフリー化、VVVF制御やLED照明の導入による省エネ化なども図られている。4月上旬に、えちぜん鉄道への直通運転を開始した。
愛称は「FUKURAM Liner」（フクラムライナー）。導入費用は3億9000万円である。

## 車体概説

### 車体
丸みを帯びたデザインであるF1000形とは対照的な角ばったデザインが特徴である。前面は直線的なブラックフェイス、側面には福鉄カラーの緑・青・白をあしらっている。 積雪時に車両のお腹部分に雪を抱え込まないように高さ10センチほどの排雪板を配置し、レール上に積雪があっても運行できるようになっている。行先表示器は白色LEDを採用する

### 車内
オールロングシートで、座席の表皮はセーレンのものを利用している。コーティング剤は利用しておらず、環境に配慮しており、デザインは沿線の水田や日野川などをモチーフとしている。出入り口付近には越前かにやレッサーパンダなどをモチーフにした吊革がある。優先座席も設置される。車椅子スペースは2ヶ所設置されている。車内にモニターを4台設け、西山公園、蔵の辻、足羽山公園といった地元観光地を映像で紹介される。通路はF1000形と比較して約2倍となっている。

## イベント列車
2023年12月、2024年1月それぞれ数日間、車内で福井名物の「越前おろしそば」と福井の美味を味わえる観光列車「福鉄観光列車　越前そば物語」が予約制で運行された。蕎麦は新蕎麦が使用される。ルートはたけふ新駅から福井駅間を往復する。日本酒が販売されているが、つまみや飲み物の持ち込みも可能となっている。
好評につき2024年11月16日と12月7日にも運行された。

## 沿革
- 2022年（令和4年）
  - 5月24日 - F2000系の導入が発表される[16]。
- 2023年
  - 3月27日 - 営業運転を開始した[17]。

## 運用
運行開始時点
たけふ新 - 田原町 - 鷲塚針原間とヒゲ線で運用される。